# Koirankari, Nagu
Koirankari är en klippa nära Innamo i Nagu,  Finland.   Den ligger i Pargas stad i landskapet Egentliga Finland. Ön ligger omkring 2 kilometer nordost om Innamo, omkring 10 kilometer nordväst om Nagu kyrka,  34 kilometer sydväst om Åbo och 170 km väster om Helsingfors. Närmaste allmänna förbindelse är förbindelsebryggan vid Innamo som trafikeras av M/S Falkö.
Terrängen runt Koirankari är platt.  Närmaste större samhälle är Rimito, 15,2 km nordost om Koirankari. 